# Psathyrella
Psathyrella is een geslacht van schimmels behorend tot de familie Psathyrellaceae. De soorten lijken op die uit de geslachten Coprinellus, Coprinopsis, Coprinus en Panaeolus, meestal met een dunne hoed en witte of geelwitte holle steel. De hoeden verteren niet zelf, net als die van Coprinellus en Coprinopsis. Sommige hebben ook bruine sporen in plaats van zwart. Deze schimmels zijn vaak grauw gekleurd, moeilijk te identificeren en alle leden worden als oneetbaar of waardeloos (om te eten) beschouwd en worden daarom vaak over het hoofd gezien. Ze komen echter vrij vaak voor en kunnen voorkomen op momenten dat er weinig andere paddenstoelen te zien zijn.

## Kenmerken

### Uiterlijke kenmerken
De vaak waterafstotende hoed is aanvankelijk klokvormig, de rand is nooit opgerold. De hoed zit altijd in het midden van de steel. Hij is gemakkelijk af te breken. De lamellen zijn meestal vrij of bevestigd en niet gevlekt. De sporenprint is donker, meestal zwart of op zijn minst bruin van kleur.
Om onderscheid te maken tussen de individuele soorten zijn de levendiger kleur van jongere vruchtlichamen, mogelijke hygrofanie en eventueel aanwezige overblijfselen van een gedeeltelijke velum vaak bijzonder nuttig.

### Microscopische kenmerken
Microscopische controle is vaak noodzakelijk omdat frankjehoeden vaak uiterlijk hetzelde uitzien. De sporen hebben een glad oppervlak met een duidelijke kiempore.

## Soorten
Volgens Index Fungorum telt het geslacht in 671 soorten (peildatum maart 2023):
| Soortnaam                                                 | Auteur(s)                                                                       | Publicatiejaar |
| --------------------------------------------------------- | ------------------------------------------------------------------------------- | -------------- |
| Psathyrella abieticola                                    | A.H. Sm.                                                                        | 1972           |
| Psathyrella abortiva                                      | A.H. Sm.                                                                        | 1972           |
| Psathyrella acadiensis                                    | A.H. Sm.                                                                        | 1972           |
| Psathyrella aculeata                                      | W.W. Patrick & Barrows                                                          | 1979           |
| Psathyrella acuticystis                                   | A.H. Sm.                                                                        | 1972           |
| Psathyrella acutilamella                                  | J. Favre                                                                        | 1948           |
| Psathyrella acutisquamosa                                 | Dennis                                                                          | 1961           |
| Psathyrella acutissima                                    | Singer                                                                          | 1969           |
| Psathyrella acutoconica                                   | A.H. Sm.                                                                        | 1972           |
| Psathyrella aequatoriae                                   | Singer                                                                          | 1978           |
| Psathyrella affinis                                       | A.H. Sm.                                                                        | 1972           |
| Psathyrella agaves                                        | (Maire) Konrad & Maubl.                                                         | 1949           |
| Psathyrella agrariella                                    | (G.F. Atk.) A.H. Sm.                                                            | 1972           |
| Psathyrella agrestis                                      | A.H. Sm.                                                                        | 1972           |
| Psathyrella alachuana                                     | Murrill                                                                         | 1943           |
| Psathyrella alaskaensis                                   | A.H. Sm.                                                                        | 1972           |
| Psathyrella albanyensis                                   | A.H. Sm.                                                                        | 1972           |
| Psathyrella albescens                                     | Hesler & A.H. Sm.                                                               | 1972           |
| Psathyrella albida                                        | Massee                                                                          | 1899           |
| Psathyrella alboalutacea                                  | A.H. Sm.                                                                        | 1950           |
| Psathyrella albocapitata                                  | Dennis                                                                          | 1961           |
| Psathyrella albocinerascens                               | A.H. Sm.                                                                        | 1972           |
| Psathyrella albocinnamomea                                | A.H. Sm.                                                                        | 1972           |
| Psathyrella albofloccosa                                  | Arenal, M. Villarreal & Esteve-Rav.                                             | 2003           |
| Psathyrella alluviana                                     | A.H. Sm.                                                                        | 1972           |
| Psathyrella almerensis (Polderfranjehoed)                 | Kits van Wav.                                                                   | 1985           |
| Psathyrella alnicola                                      | A.H. Sm.                                                                        | 1972           |
| Psathyrella alpina                                        | T. Bau & J.Q. Yan                                                               | 2018           |
| Psathyrella amara                                         | J.E. Ward & J.C. McDonald                                                       | 1965           |
| Psathyrella amarella                                      | A.H. Sm.                                                                        | 1972           |
| Psathyrella amarescens (Bittere franjehoed)               | Arnolds                                                                         | 2003           |
| Psathyrella amaura                                        | (Berk. & Broome) Pegler                                                         | 1986           |
| Psathyrella ambusta                                       | A.H. Sm.                                                                        | 1972           |
| Psathyrella ammiratii                                     | A.H. Sm.                                                                        | 1972           |
| Psathyrella ammophila (Duinfranjehoed)                    | (Durieu & Lév.) P.D. Orton                                                      | 1960           |
| Psathyrella amygdalinospora                               | T. Bau & J.Q. Yan                                                               | 2021           |
| Psathyrella anaglaea                                      | (Maire) Maire & Werner                                                          | 1938           |
| Psathyrella anguina                                       | (V. Brig.) Sacc. & Traverso                                                     | 1911           |
| Psathyrella angusticeps                                   | Peck                                                                            | 1906           |
| Psathyrella angusticystis                                 | A.H. Sm.                                                                        | 1972           |
| Psathyrella annulata                                      | A.H. Sm.                                                                        | 1972           |
| Psathyrella annulosa                                      | Singer                                                                          | 1973           |
| Psathyrella apora                                         | Singer                                                                          | 1969           |
| Psathyrella aquatica                                      | J.L. Frank, Coffan & D. Southw.                                                 | 2010           |
| Psathyrella araguana                                      | Dennis                                                                          | 1961           |
| Psathyrella arenosa                                       | Örstadius & E. Larss.                                                           | 2015           |
| Psathyrella arenulina                                     | (Peck) A.H. Sm.                                                                 | 1972           |
| Psathyrella argentata                                     | A.H. Sm.                                                                        | 1972           |
| Psathyrella argentina                                     | Speg.                                                                           | 1898           |
| Psathyrella argillacea                                    | A.H. Sm.                                                                        | 1972           |
| Psathyrella argillospora                                  | Singer                                                                          | 1973           |
| Psathyrella aristeguietana                                | Dennis                                                                          | 1961           |
| Psathyrella armeniaca                                     | Pegler                                                                          | 1977           |
| Psathyrella artemisiae (Wollige franjehoed)               | (Pass.) Konrad & Maubl.                                                         | 1949           |
| Psathyrella ascarioides                                   | L. Freire & J.M. Losa                                                           | 1977           |
| Psathyrella aspenensis                                    | Mitchel & A.H. Sm.                                                              | 1978           |
| Psathyrella asperospora                                   | (Cleland) Guzmán, Bandala & Montoya                                             | 1991           |
| Psathyrella atlantica                                     | V. Coimbra & Wartchow                                                           | 2020           |
| Psathyrella atomata                                       | (Fr.) Quél.                                                                     | 1872           |
| Psathyrella atomatoides                                   | (Peck) A.H. Sm.                                                                 | 1972           |
| Psathyrella atricastanea                                  | (Murrill) A.H. Sm.                                                              | 1972           |
| Psathyrella atrifolia                                     | (Peck) A.H. Sm.                                                                 | 1941           |
| Psathyrella atrospora                                     | A.H. Sm.                                                                        | 1972           |
| Psathyrella atroumbonata                                  | Pegler                                                                          | 1966           |
| Psathyrella aurantiacoumbonata                            | H. Kaur & M. Kaur                                                               | 2020           |
| Psathyrella australis                                     | (Murrill) A.H. Sm.                                                              | 1972           |
| Psathyrella avellaneifolia                                | A.H. Sm.                                                                        | 1972           |
| Psathyrella avilana                                       | Dennis                                                                          | 1961           |
| Psathyrella badia (Kastanjebruine franjehoed)             | Kits van Wav.                                                                   | 1987           |
| Psathyrella badiovestita                                  | P.D. Orton                                                                      | 1960           |
| Psathyrella baileyi                                       | A.H. Sm.                                                                        | 1972           |
| Psathyrella bambra                                        | Grgur.                                                                          | 1997           |
| Psathyrella baragensis                                    | A.H. Sm.                                                                        | 1972           |
| Psathyrella barlowiana                                    | A.H. Sm.                                                                        | 1972           |
| Psathyrella barrowsii                                     | A.H. Sm.                                                                        | 1972           |
| Psathyrella bartholomaei                                  | Peck                                                                            | 1895           |
| Psathyrella basii (Rietfranjehoed)                        | Kits van Wav.                                                                   | 1985           |
| Psathyrella battarrae                                     | (Fr.) Konrad & Maubl.                                                           | 1949           |
| Psathyrella bernardiana                                   | Dennis                                                                          | 1961           |
| Psathyrella bernhardii (Donkerbruine franjehoed)          | Kits van Wav.                                                                   | 1987           |
| Psathyrella berolinensis (Harige mestfranjehoed)          | Ew. Gerhardt                                                                    | 1978           |
| Psathyrella betulina                                      | Peck                                                                            | 1907           |
| Psathyrella bifrons (Okerbruine franjehoed)               | (Berk.) A.H. Sm.                                                                | 1941           |
| Psathyrella bigelowii                                     | A.H. Sm.                                                                        | 1972           |
| Psathyrella bipellis (Purperrode franjehoed)              | (Quél.) A.H. Sm.                                                                | 1946           |
| Psathyrella boninensis                                    | (S. Ito & S. Imai) S. Ito                                                       | 1959           |
| Psathyrella borealis                                      | A.H. Sm.                                                                        | 1972           |
| Psathyrella boreifasciculata                              | Kytöv. & Liimat.                                                                | 2014           |
| Psathyrella boulderensis                                  | A.H. Sm.                                                                        | 1972           |
| Psathyrella brachycystis                                  | A.H. Sm.                                                                        | 1972           |
| Psathyrella brevipes                                      | (Murrill) A.H. Sm.                                                              | 1972           |
| Psathyrella brooksii                                      | A.H. Sm.                                                                        | 1972           |
| Psathyrella brunnescens                                   | A.H. Sm.                                                                        | 1972           |
| Psathyrella byssina                                       | (Murrill) A.H. Sm.                                                              | 1972           |
| Psathyrella calcarea                                      | (Romagn.) M.M. Moser                                                            | 1978           |
| Psathyrella calvinii                                      | A.H. Sm.                                                                        | 1972           |
| Psathyrella campestris                                    | (Earle) A.H. Sm.                                                                | 1972           |
| Psathyrella camphorata                                    | A.H. Sm.                                                                        | 1972           |
| Psathyrella canadensis                                    | A.H. Sm.                                                                        | 1972           |
| Psathyrella candidissima                                  | A.H. Sm.                                                                        | 1950           |
| Psathyrella capitatocystis (Knopcelfranjehoed)            | Kits van Wav.                                                                   | 1987           |
| Psathyrella caput-medusae (Bruinschubbige franjehoed)     | (Fr.) Konrad & Maubl.                                                           | 1949           |
| Psathyrella carbonaria                                    | Velen.                                                                          | 1947           |
| Psathyrella carinthiaca                                   | Voto                                                                            | 2011           |
| Psathyrella carminei                                      | Örstadius & E. Larss.                                                           | 2015           |
| Psathyrella carolinensis                                  | A.H. Sm.                                                                        | 1972           |
| Psathyrella casca (Holsteelfranjehoed)                    | (Fr.) Konrad & Maubl.                                                           | 1949           |
| Psathyrella cascadensis                                   | A.H. Sm.                                                                        | 1972           |
| Psathyrella cascoides                                     | A. Melzer, Karich & Wächter                                                     | 2018           |
| Psathyrella castaneicolor                                 | Murrill                                                                         | 1922           |
| Psathyrella castaneidisca                                 | (Murrill) A.H. Sm.                                                              | 1972           |
| Psathyrella catervata                                     | (Massee) P.D. Orton                                                             | 1960           |
| Psathyrella cheyennensis                                  | A.H. Sm.                                                                        | 1972           |
| Psathyrella chilensis                                     | Speg.                                                                           | 1921           |
| Psathyrella chiloensis                                    | Singer                                                                          | 1969           |
| Psathyrella citerinii                                     | Eyssart.                                                                        | 2004           |
| Psathyrella citrinovelata                                 | A.H. Sm.                                                                        | 1972           |
| Psathyrella cladii-marisci                                | Sicoli, N.G. Passal., De Giuseppe, Palermo, Pellegrino, D. Deschuyteneer & Voto | 2022           |
| Psathyrella clivensis (Kalkfranjehoed)                    | (Berk. & Broome) Rezende-Pinto                                                  | 1943           |
| Psathyrella cloverae                                      | A.H. Sm.                                                                        | 1972           |
| Psathyrella cokeri                                        | (Murrill) A.H. Sm.                                                              | 1972           |
| Psathyrella coloradensis                                  | A.H. Sm.                                                                        | 1972           |
| Psathyrella columbiana                                    | K.A. Harrison & A.H. Sm.                                                        | 1972           |
| Psathyrella comata                                        | (G.F. Atk.) A.H. Sm.                                                            | 1972           |
| Psathyrella communis                                      | A.H. Sm.                                                                        | 1972           |
| Psathyrella complutensis                                  | Heykoop & G. Moreno                                                             | 2015           |
| Psathyrella condensa                                      | (Berk.) Manjula                                                                 | 1983           |
| Psathyrella conferta                                      | Eyssart. & Chiaffi                                                              | 2004           |
| Psathyrella confertissima                                 | (G.F. Atk.) A.H. Sm.                                                            | 1941           |
| Psathyrella confundens                                    | Örstadius & E. Larss.                                                           | 2021           |
| Psathyrella conica                                        | T. Bau & J.Q. Yan                                                               | 2018           |
| Psathyrella conissans                                     | (Peck) A.H. Sm.                                                                 | 1972           |
| Psathyrella connata (Toefige franjehoed)                  | Kits van Wav.                                                                   | 1985           |
| Psathyrella coprinoceps                                   | (Berk. & M.A. Curtis) Dennis                                                    | 1970           |
| Psathyrella coprinoides                                   | A. Delannoy, Chiaffi, Courtec. & Eyssart.                                       | 2002           |
| Psathyrella cordispora                                    | Natarajan & Raman                                                               | 1983           |
| Psathyrella cordobaensis                                  | A.H. Sm.                                                                        | 1972           |
| Psathyrella cornifericystis                               | A.H. Sm.                                                                        | 1972           |
| Psathyrella corrugis (Sierlijke franjehoed)               | (Pers.) Konrad & Maubl.                                                         | 1949           |
| Psathyrella corticalis                                    | Raithelh.                                                                       | 1985           |
| Psathyrella cortinarioides (Roodbruine franjehoed)        | P.D. Orton                                                                      | 1960           |
| Psathyrella cotonea (Geelvoetfranjehoed)                  | (Quél.) Konrad & Maubl.                                                         | 1949           |
| Psathyrella crassulistipes                                | A.H. Sm.                                                                        | 1972           |
| Psathyrella crenulata                                     | A.H. Sm.                                                                        | 1972           |
| Psathyrella crinipellis                                   | Singer                                                                          | 1973           |
| Psathyrella cubensis                                      | Murrill                                                                         | 1918           |
| Psathyrella cuspidata                                     | A.H. Sm.                                                                        | 1941           |
| Psathyrella cystidiosa                                    | (Peck) A.H. Sm.                                                                 | 1972           |
| Psathyrella cystoindica                                   | Voto                                                                            | 2020           |
| Psathyrella debilis                                       | Peck                                                                            | 1896           |
| Psathyrella deceptiva                                     | A.H. Sm.                                                                        | 1972           |
| Psathyrella delicatella                                   | A.H. Sm.                                                                        | 1972           |
| Psathyrella delineata                                     | (Peck) A.H. Sm.                                                                 | 1941           |
| Psathyrella dennyensis (Moerasfranjehoed)                 | Kits van Wav.                                                                   | 1987           |
| Psathyrella depauperata                                   | A.H. Sm.                                                                        | 1972           |
| Psathyrella deserticola                                   | A.H. Sm.                                                                        | 1972           |
| Psathyrella diabolica                                     | A.H. Sm.                                                                        | 1972           |
| Psathyrella dichroma                                      | (Berk. & M.A. Curtis) A.H. Sm.                                                  | 1972           |
| Psathyrella dicrani (Gaffeltandfranjehoed)                | (A.E. Jansen) Kits van Wav.                                                     | 1985           |
| Psathyrella directa                                       | A.H. Sm.                                                                        | 1972           |
| Psathyrella distans                                       | A.H. Sm.                                                                        | 1972           |
| Psathyrella distantifolia                                 | Murrill                                                                         | 1922           |
| Psathyrella dondlii                                       | Weholt & A. Melzer                                                              | 2021           |
| Psathyrella duchesnayensis                                | A.H. Sm.                                                                        | 1972           |
| Psathyrella dunarum (Zandfranjehoed)                      | Kits van Wav.                                                                   | 1985           |
| Psathyrella dunensis (Blozende zandfranjehoed)            | Kits van Wav.                                                                   | 1985           |
| Psathyrella duplicata                                     | A.H. Sm.                                                                        | 1972           |
| Psathyrella earlei                                        | Murrill                                                                         | 1918           |
| Psathyrella echinata                                      | (Cleland) Grgur.                                                                | 1997           |
| Psathyrella effibulata (Ruderale franjehoed)              | Örstadius & E. Ludw.                                                            | 1997           |
| Psathyrella elegans                                       | (Romagn.) Bon                                                                   | 1983           |
| Psathyrella ellenae                                       | A.H. Sm.                                                                        | 1972           |
| Psathyrella elliptispora                                  | A.H. Sm.                                                                        | 1972           |
| Psathyrella elongatipes                                   | (C.S. Parker) A.H. Sm.                                                          | 1972           |
| Psathyrella elwhaensis                                    | A.H. Sm.                                                                        | 1972           |
| Psathyrella emmetensis                                    | A.H. Sm.                                                                        | 1972           |
| Psathyrella ephemera                                      | A.H. Sm.                                                                        | 1972           |
| Psathyrella epimyces (Kostgangerfranjehoed)               | (Peck) A.H. Sm.                                                                 | 1972           |
| Psathyrella equina                                        | A.H. Sm.                                                                        | 1972           |
| Psathyrella erinensis                                     | Dennis                                                                          | 1970           |
| Psathyrella euryspora                                     | (A. Karich, E. Büttner & R. Ullrich) Voto                                       | 2022           |
| Psathyrella euthygramma                                   | (Berk. & M.A. Curtis) Dennis                                                    | 1961           |
| Psathyrella excelsa                                       | (Malençon) Fouchier                                                             | 1995           |
| Psathyrella fagetophila (Kale beukenfranjehoed)           | Örstadius & Enderle                                                             | 1996           |
| Psathyrella fagetorum                                     | A.H. Sm.                                                                        | 1972           |
| Psathyrella falklandica                                   | Cotton                                                                          | 1915           |
| Psathyrella fallax                                        | A.H. Sm.                                                                        | 1972           |
| Psathyrella fascicularis                                  | Singer                                                                          | 1978           |
| Psathyrella fatiscens                                     | A.H. Sm.                                                                        | 1972           |
| Psathyrella fatua (Lentefranjehoed)                       | (Fr.) Konrad & Maubl.                                                           | 1949           |
| Psathyrella fennoscandica                                 | Örstadius & E. Larss.                                                           | 2015           |
| Psathyrella ferruginea                                    | A.H. Sm.                                                                        | 1972           |
| Psathyrella ferrugipes                                    | A.H. Sm.                                                                        | 1972           |
| Psathyrella fibrillosa                                    | (Pers.) Maire                                                                   | 1938           |
| Psathyrella fibrillosipes                                 | A.H. Sm.                                                                        | 1972           |
| Psathyrella filamentosa                                   | A.H. Sm.                                                                        | 1972           |
| Psathyrella filopes                                       | Velen.                                                                          | 1947           |
| Psathyrella fimbriata                                     | (A.M. Young) Ew. Gerhardt                                                       | 1996           |
| Psathyrella fimiseda                                      | Örstadius & E. Larss.                                                           | 2008           |
| Psathyrella flagelliformis                                | Raithelh.                                                                       | 1986           |
| Psathyrella flexispora (Duinmosfranjehoed)                | T.J. Wallace & P.D. Orton                                                       | 1960           |
| Psathyrella flexuosipes                                   | A.H. Sm.                                                                        | 1972           |
| Psathyrella flocculosa                                    | (Earle) A.H. Sm.                                                                | 1972           |
| Psathyrella floridana                                     | (Murrill) A.H. Sm.                                                              | 1972           |
| Psathyrella floriformis                                   | (Hauskn.) Voto                                                                  | 2022           |
| Psathyrella fontinalis                                    | A.H. Sm.                                                                        | 1972           |
| Psathyrella fragilis                                      | Earle                                                                           | 1902           |
| Psathyrella fragrans (Zoetgeurende franjehoed)            | A.H. Sm.                                                                        | 1972           |
| Psathyrella franklinii                                    | A.H. Sm.                                                                        | 1972           |
| Psathyrella fraxinophila                                  | A.H. Sm.                                                                        | 1972           |
| Psathyrella frustulenta                                   | (Fr.) A.H. Sm.                                                                  | 1941           |
| Psathyrella fuegiana                                      | E. Horak                                                                        | 1967           |
| Psathyrella fulva                                         | A.H. Sm.                                                                        | 1972           |
| Psathyrella fulvescens (Bruinwordende franjehoed)         | (Romagn.) M.M. Moser ex A.H. Sm.                                                | 1972           |
| Psathyrella fulvobrunnea                                  | A.H. Sm.                                                                        | 1972           |
| Psathyrella fulvoumbrina                                  | A.H. Sm.                                                                        | 1972           |
| Psathyrella fusca (Beukenfranjehoed)                      | (J.E. Lange) A. Pearson                                                         | 1952           |
| Psathyrella fuscifolia                                    | (Peck) A.H. Sm.                                                                 | 1972           |
| Psathyrella fuscospora                                    | A.H. Sm.                                                                        | 1972           |
| Psathyrella galericolor                                   | A.H. Sm.                                                                        | 1972           |
| Psathyrella galerinoides                                  | A.H. Sm.                                                                        | 1972           |
| Psathyrella galeroides                                    | Romagn.                                                                         | 1986           |
| Psathyrella georgiana                                     | A.H. Sm.                                                                        | 1972           |
| Psathyrella glandispora                                   | Pegler                                                                          | 1966           |
| Psathyrella glaucescens                                   | Dennis                                                                          | 1961           |
| Psathyrella globosivelata (Korreltjesfranjehoed)          | Gröger                                                                          | 1986           |
| Psathyrella gordonii                                      | (Berk. & Broome) A. Pearson & Dennis                                            | 1948           |
| Psathyrella gracillima                                    | Peck                                                                            | 1896           |
| Psathyrella granulosa (Korrelige mestfranjehoed)          | Arnolds                                                                         | 2003           |
| Psathyrella grasmerensis                                  | Trueblood & A.H. Sm.                                                            | 1972           |
| Psathyrella grisea                                        | Murrill                                                                         | 1918           |
| Psathyrella griseifolia                                   | A.H. Sm.                                                                        | 1972           |
| Psathyrella griseoalba                                    | Z.S. Bi                                                                         | 1985           |
| Psathyrella griseoatomata                                 | Herp.                                                                           | 1912           |
| Psathyrella griseola                                      | A. Pearson                                                                      | 1951           |
| Psathyrella griseopallida                                 | Thiers & A.H. Sm.                                                               | 1972           |
| Psathyrella gruberi                                       | A.H. Sm.                                                                        | 1972           |
| Psathyrella gyroflexa                                     | (Fr.) Konrad & Maubl.                                                           | 1949           |
| Psathyrella harrisonii                                    | A.H. Sm.                                                                        | 1972           |
| Psathyrella hellebosensis                                 | D. Deschuyteneer & A. Melzer                                                    | 2017           |
| Psathyrella helobia                                       | (Kalchbr.) Maire                                                                | 1937           |
| Psathyrella hesleri                                       | A.H. Sm.                                                                        | 1972           |
| Psathyrella hesleriaffinis                                | Singer                                                                          | 1978           |
| Psathyrella heterocystis                                  | A.H. Sm.                                                                        | 1972           |
| Psathyrella hirta (Vlokkige mestfranjehoed)               | Peck                                                                            | 1898           |
| Psathyrella hispida                                       | Heinem.                                                                         | 1942           |
| Psathyrella hololanigera                                  | (G.F. Atk.) A.H. Sm.                                                            | 1972           |
| Psathyrella horakiana                                     | Raithelh.                                                                       | 1990           |
| Psathyrella hortensis                                     | A.H. Sm.                                                                        | 1972           |
| Psathyrella hoseneyae                                     | A.H. Sm.                                                                        | 1972           |
| Psathyrella houghtonensis                                 | A.H. Sm.                                                                        | 1972           |
| Psathyrella huronensis                                    | A.H. Sm.                                                                        | 1972           |
| Psathyrella hydrophiloides (Gedrongen witsteelfranjehoed) | Kits van Wav.                                                                   | 1982           |
| Psathyrella hymenocephala                                 | (Peck) A.H. Sm.                                                                 | 1941           |
| Psathyrella hypsipus                                      | (Fr.) Konrad & Maubl.                                                           | 1949           |
| Psathyrella ichnusae                                      | Örstadius, Contu, E. Larss. & Vizzini                                           | 2015           |
| Psathyrella idahoensis                                    | A.H. Sm.                                                                        | 1972           |
| Psathyrella imleriana                                     | Volders                                                                         | 1997           |
| Psathyrella immaculata                                    | E. Horak & Griesser                                                             | 1987           |
| Psathyrella impexa (Rozewordende franjehoed)              | (Romagn.) Bon                                                                   | 1983           |
| Psathyrella incerta                                       | (Sacc.) A.H. Sm.                                                                | 1972           |
| Psathyrella incondita                                     | A.H. Sm.                                                                        | 1972           |
| Psathyrella incrustans                                    | A.H. Sm.                                                                        | 1972           |
| Psathyrella indecorosa                                    | A.H. Sm.                                                                        | 1972           |
| Psathyrella inflatocystis                                 | A.H. Sm.                                                                        | 1972           |
| Psathyrella insignis                                      | A.H. Sm.                                                                        | 1946           |
| Psathyrella intermedia                                    | (Peck) A.H. Sm.                                                                 | 1972           |
| Psathyrella involuta                                      | (Romagn.) M.M. Moser                                                            | 1967           |
| Psathyrella iterata                                       | A.H. Sm.                                                                        | 1972           |
| Psathyrella ivoeensis                                     | Örstadius                                                                       | 1986           |
| Psathyrella jacobssonii                                   | Örstadius                                                                       | 2001           |
| Psathyrella jalapensis                                    | (Murrill) A.H. Sm.                                                              | 1972           |
| Psathyrella janauariensis                                 | Singer                                                                          | 1989           |
| Psathyrella jilinensis                                    | T. Bau & J.Q. Yan                                                               | 2018           |
| Psathyrella katmaiensis                                   | V.L. Wells, Kempton & A.H. Sm.                                                  | 1972           |
| Psathyrella kauffmanii                                    | A.H. Sm.                                                                        | 1972           |
| Psathyrella kellermanii                                   | (Peck) Singer                                                                   | 1959           |
| Psathyrella kitsiana                                      | Örstadius                                                                       | 1986           |
| Psathyrella kodaikanalensis                               | Natarajan & Raman                                                               | 1983           |
| Psathyrella koreana                                       | Seok & Yang S. Kim                                                              | 2010           |
| Psathyrella lactobrunnescens                              | A.H. Sm.                                                                        | 1972           |
| Psathyrella lacuum (Bezemfranjehoed)                      | Huijsman                                                                        | 1955           |
| Psathyrella laeta                                         | A.H. Sm.                                                                        | 1972           |
| Psathyrella laevissima (Kleinsporige franjehoed)          | (Romagn.) Singer                                                                | 1969           |
| Psathyrella lanatipes                                     | A.H. Sm.                                                                        | 1972           |
| Psathyrella langei                                        | (Malençon) Contu                                                                | 2007           |
| Psathyrella lanuginosa                                    | A.H. Sm.                                                                        | 1972           |
| Psathyrella laricina                                      | A.H. Sm.                                                                        | 1972           |
| Psathyrella lateritia                                     | Velen.                                                                          | 1939           |
| Psathyrella latispora                                     | A.H. Sm.                                                                        | 1972           |
| Psathyrella laurentiana                                   | A.H. Sm.                                                                        | 1972           |
| Psathyrella lauricola                                     | A.H. Sm. & Hesler                                                               | 1946           |
| Psathyrella lepidotoides                                  | A.H. Sm.                                                                        | 1972           |
| Psathyrella leucostigma                                   | Peck                                                                            | 1895           |
| Psathyrella liciosae                                      | Contu & Pacioni                                                                 | 1998           |
| Psathyrella lignatilis                                    | Singer                                                                          | 1989           |
| Psathyrella ligulata                                      | A.H. Sm.                                                                        | 1972           |
| Psathyrella lilaceogrisea                                 | A.H. Sm.                                                                        | 1972           |
| Psathyrella lilliputana                                   | Örstadius & E. Larss.                                                           | 2015           |
| Psathyrella limicola                                      | (Peck) A.H. Sm.                                                                 | 1972           |
| Psathyrella limophila                                     | (Peck) Guzmán                                                                   | 1978           |
| Psathyrella limosa                                        | A.H. Sm.                                                                        | 1972           |
| Psathyrella lionella                                      | A. Pearson ex Pegler                                                            | 1996           |
| Psathyrella lithocarpi                                    | A.H. Sm.                                                                        | 1972           |
| Psathyrella litoralis                                     | Corriol                                                                         | 2014           |
| Psathyrella littenii                                      | A.H. Sm.                                                                        | 1972           |
| Psathyrella longicauda (Penwortelfranjehoed)              | P. Karst.                                                                       | 1891           |
| Psathyrella longicystidiata                               | Heykoop & G. Moreno                                                             | 1998           |
| Psathyrella longicystis                                   | A.H. Sm.                                                                        | 1972           |
| Psathyrella longipes                                      | (Peck) A.H. Sm.                                                                 | 1941           |
| Psathyrella longistipes                                   | A.H. Sm.                                                                        | 1972           |
| Psathyrella longistriata                                  | (Murrill) A.H. Sm.                                                              | 1949           |
| Psathyrella lubrica                                       | A.H. Sm.                                                                        | 1972           |
| Psathyrella lucipeta                                      | (Berk. & Broome) Pegler                                                         | 1986           |
| Psathyrella lutensis (Satijnsteelfranjehoed)              | (Romagn.) Bon                                                                   | 1983           |
| Psathyrella luteovelata                                   | A.H. Sm.                                                                        | 1941           |
| Psathyrella lutulenta                                     | Esteve-Rav. & M. Villarreal                                                     | 2002           |
| Psathyrella lyckebodensis                                 | Örstadius & E. Larss.                                                           | 2015           |
| Psathyrella macquariensis                                 | Singer                                                                          | 1959           |
| Psathyrella macrocystidiata                               | Arnolds                                                                         | 2003           |
| Psathyrella maculata (Gevlekte franjehoed)                | (C.S. Parker) A.H. Sm.                                                          | 1972           |
| Psathyrella madeodisca                                    | (Peck) A.H. Sm.                                                                 | 1941           |
| Psathyrella madida                                        | Örstadius & E. Larss.                                                           | 2015           |
| Psathyrella magambica                                     | Pegler                                                                          | 1977           |
| Psathyrella magnispora                                    | Heykoop & G. Moreno                                                             | 2001           |
| Psathyrella mammifera                                     | (Romagn.) Courtec.                                                              | 2008           |
| Psathyrella marquana                                      | A. Melzer, Wächter & Kellner                                                    | 2018           |
| Psathyrella marthae                                       | Singer                                                                          | 1969           |
| Psathyrella mazamensis                                    | A.H. Sm.                                                                        | 1972           |
| Psathyrella mazzeri                                       | A.H. Sm.                                                                        | 1972           |
| Psathyrella megaspora                                     | A.H. Sm.                                                                        | 1972           |
| Psathyrella melanophylla                                  | Kits van Wav.                                                                   | 1976           |
| Psathyrella melanophylloides (Wiprandfranjehoed)          | Kits van Wav.                                                                   | 1976           |
| Psathyrella melleipallida                                 | A.H. Sm.                                                                        | 1972           |
| Psathyrella membranacea                                   | A.H. Sm.                                                                        | 1972           |
| Psathyrella merdicola                                     | Örstadius & E. Larss.                                                           | 2008           |
| Psathyrella mesobromionis (Kalkgraslandfranjehoed)        | Arnolds                                                                         | 2003           |
| Psathyrella mesocystis                                    | A.H. Sm.                                                                        | 1972           |
| Psathyrella metuloidophora                                | Singer                                                                          | 1973           |
| Psathyrella mexicana                                      | Murrill                                                                         | 1918           |
| Psathyrella microcarpella                                 | de Meijer                                                                       | 2009           |
| Psathyrella microcystis                                   | A.H. Sm.                                                                        | 1972           |
| Psathyrella microrhiza                                    | (Lasch) Konrad & Maubl.                                                         | 1949           |
| Psathyrella microsperma                                   | (Peck) A.H. Sm.                                                                 | 1941           |
| Psathyrella microspora                                    | (S. Imai) Hongo                                                                 | 1952           |
| Psathyrella microsporoides                                | Heykoop & G. Moreno                                                             | 2002           |
| Psathyrella minima                                        | Peck                                                                            | 1888           |
| Psathyrella minuta                                        | Henn.                                                                           | 1897           |
| Psathyrella minutella                                     | (Höhn.) Singer                                                                  | 1986           |
| Psathyrella minutisperma                                  | A.H. Sm.                                                                        | 1972           |
| Psathyrella minutissima (Lilliputfranjehoed)              | Kits van Wav.                                                                   | 1987           |
| Psathyrella mollipluvisylvae                              | Dibán & Voto                                                                    | 2020           |
| Psathyrella montgriensis                                  | Deschuyteneer, Pérez-De-Greg., J. Carbó, C. Roqué & À. Torrent                  | 2019           |
| Psathyrella monticola                                     | A.H. Sm.                                                                        | 1972           |
| Psathyrella mookensis (Grijsbruine bermfranjehoed)        | Kits van Wav.                                                                   | 1987           |
| Psathyrella moseri                                        | Singer                                                                          | 1969           |
| Psathyrella moshiana                                      | Pegler                                                                          | 1977           |
| Psathyrella mucosa                                        | Z.S. Bi                                                                         | 1991           |
| Psathyrella mucrocystis (Puntcelfranjehoed)               | A.H. Sm.                                                                        | 1972           |
| Psathyrella multicystidiata (Donkere franjehoed)          | Kits van Wav.                                                                   | 1987           |
| Psathyrella multissima                                    | (S. Imai) Hongo                                                                 | 1952           |
| Psathyrella murcida                                       | (Fr.) Kits van Wav.                                                             | 1985           |
| Psathyrella muricellata                                   | (Singer) Singer                                                                 | 1962           |
| Psathyrella murrillii                                     | A.H. Sm.                                                                        | 1972           |
| Psathyrella myceniformis                                  | Dennis                                                                          | 1961           |
| Psathyrella mycenoides                                    | T. Bau                                                                          | 2018           |
| Psathyrella nahuelbutensis                                | Garrido                                                                         | 1988           |
| Psathyrella naivashaiensis                                | Pegler                                                                          | 1977           |
| Psathyrella nana                                          | (Massee) Manjula                                                                | 1983           |
| Psathyrella nassa                                         | (Berk.) Manjula                                                                 | 1983           |
| Psathyrella neotropica                                    | A.H. Sm.                                                                        | 1972           |
| Psathyrella nezpercii                                     | A.H. Sm.                                                                        | 1972           |
| Psathyrella nigripunctipes                                | W.F. Chiu                                                                       | 1973           |
| Psathyrella nimkeae                                       | A.H. Sm.                                                                        | 1972           |
| Psathyrella nitens                                        | A.H. Sm.                                                                        | 1972           |
| Psathyrella niveobadia (Witrandfranjehoed)                | (Romagn.) M.M. Moser                                                            | 1978           |
| Psathyrella noli-tangere (Oeverfranjehoed)                | (Fr.) A. Pearson & Dennis                                                       | 1948           |
| Psathyrella nothomyrciae                                  | Singer                                                                          | 1969           |
| Psathyrella oblongispora                                  | (C.S. Parker) A.H. Sm.                                                          | 1941           |
| Psathyrella oboensis                                      | Desjardin & B.A. Perry                                                          | 2016           |
| Psathyrella obscura                                       | (Peck) Guzmán                                                                   | 1978           |
| Psathyrella obscurotristis                                | Enderle & M. Wilh.                                                              | 2008           |
| Psathyrella obtusata (Stompe franjehoed)                  | (Pers.) A.H. Sm.                                                                | 1941           |
| Psathyrella ochracea (Okergele franjehoed)                | (Romagn.) M.M. Moser ex Kits van Wav.                                           | 1976           |
| Psathyrella ochrofulva                                    | (A.H. Sm.) Voto, Dovana & Garbel.                                               | 2019           |
| Psathyrella ogemawensis                                   | A.H. Sm.                                                                        | 1972           |
| Psathyrella olivaceocystis                                | A.H. Sm.                                                                        | 1972           |
| Psathyrella olivaceopallida                               | A.H. Sm.                                                                        | 1972           |
| Psathyrella olympiana (Kroontjesfranjehoed)               | A.H. Sm.                                                                        | 1941           |
| Psathyrella opaca (Saaie franjehoed)                      | (Romagn.) M.M. Moser ex Kits van Wav.                                           | 1976           |
| Psathyrella opacipes                                      | A.H. Sm.                                                                        | 1972           |
| Psathyrella ophirensis                                    | A.H. Sm.                                                                        | 1972           |
| Psathyrella orbicularis (Tengere franjehoed)              | (Romagn.) Kits van Wav.                                                         | 1976           |
| Psathyrella orbitarum                                     | (Romagn.) M.M. Moser                                                            | 1967           |
| Psathyrella oregonensis                                   | A.H. Sm.                                                                        | 1972           |
| Psathyrella orizabensis                                   | (Murrill) A.H. Sm.                                                              | 1972           |
| Psathyrella ornatispora                                   | M. Villarreal & Esteve-Rav.                                                     | 2002           |
| Psathyrella ovalispora                                    | A.H. Sm.                                                                        | 1972           |
| Psathyrella ovaticystis                                   | Pegler                                                                          | 1977           |
| Psathyrella ovatispora                                    | A.H. Sm.                                                                        | 1972           |
| Psathyrella ovispora                                      | D. Deschuyteneer, Heykoop & G. Moreno                                           | 2019           |
| Psathyrella owyheensis                                    | A.H. Sm.                                                                        | 1972           |
| Psathyrella pallida                                       | A.H. Sm.                                                                        | 1972           |
| Psathyrella pallidispora                                  | Dennis                                                                          | 1970           |
| Psathyrella paludosa                                      | A.H. Sm.                                                                        | 1972           |
| Psathyrella palustris                                     | (Romagn.) M.M. Moser                                                            | 1978           |
| Psathyrella pampeana                                      | Speg.                                                                           | 1898           |
| Psathyrella panaeoloides (Bermfranjehoed)                 | (Maire) Arnolds                                                                 | 1982           |
| Psathyrella paradoxa                                      | A.H. Sm.                                                                        | 1972           |
| Psathyrella parva                                         | A.H. Sm.                                                                        | 1972           |
| Psathyrella parvicystis                                   | A.H. Sm.                                                                        | 1972           |
| Psathyrella parvifibrillosa                               | A.H. Sm.                                                                        | 1972           |
| Psathyrella parvivelosa                                   | A.H. Sm.                                                                        | 1972           |
| Psathyrella patagonica                                    | Singer                                                                          | 1969           |
| Psathyrella patialensis                                   | H. Kaur & M. Kaur                                                               | 2020           |
| Psathyrella payettensis                                   | A.H. Sm.                                                                        | 1972           |
| Psathyrella pellstonensis                                 | A.H. Sm.                                                                        | 1972           |
| Psathyrella pellucidipes                                  | (Romagn.) M.M. Moser                                                            | 1978           |
| Psathyrella pennata (Brandplekfranjehoed)                 | (Fr.) A. Pearson & Dennis                                                       | 1948           |
| Psathyrella perpusilla (Nietige franjehoed)               | Kits van Wav.                                                                   | 1987           |
| Psathyrella pertinax (Naaldhoutfranjehoed)                | (Fr.) Örstadius                                                                 | 2007           |
| Psathyrella pervelata (Bleke vlokfranjehoed)              | Kits van Wav.                                                                   | 1971           |
| Psathyrella pervelatoides                                 | Seok & Yang S. Kim                                                              | 2010           |
| Psathyrella petasiformis                                  | Murrill                                                                         | 1922           |
| Psathyrella phaeocystidiata                               | Singer                                                                          | 1973           |
| Psathyrella phaseolispora                                 | Arnolds                                                                         | 1982           |
| Psathyrella phegophila                                    | Romagn.                                                                         | 1985           |
| Psathyrella phyllophila                                   | Raithelh.                                                                       | 1974           |
| Psathyrella piceicola                                     | A.H. Sm. & Hesler                                                               | 1946           |
| Psathyrella picta                                         | (Romagn.) Romagn. ex Bon                                                        | 1983           |
| Psathyrella piluliformis (Witsteelfranjehoed)             | (Bull.) P.D. Orton                                                              | 1969           |
| Psathyrella piluliformoides                               | T. Bau & J.Q. Yan                                                               | 2021           |
| Psathyrella pinicola                                      | A.H. Sm.                                                                        | 1972           |
| Psathyrella pivae                                         | Heykoop, G. Moreno & M. Mata                                                    | 2019           |
| Psathyrella plana                                         | (Murrill) A.H. Sm.                                                              | 1972           |
| Psathyrella platensis                                     | Speg.                                                                           | 1898           |
| Psathyrella plicatilis                                    | H. Kaur & M. Kaur                                                               | 2020           |
| Psathyrella plumigera                                     | (Berk. & M.A. Curtis) A.H. Sm.                                                  | 1972           |
| Psathyrella polaris                                       | Rostr.                                                                          | 1906           |
| Psathyrella polycystidiosa                                | Singer                                                                          | 1969           |
| Psathyrella poonensis                                     | Sathe & S.D. Deshp.                                                             | 1981           |
| Psathyrella populorum                                     | Trueblood & A.H. Sm.                                                            | 1972           |
| Psathyrella potteri                                       | A.H. Sm.                                                                        | 1972           |
| Psathyrella praeatomata                                   | A.H. Sm.                                                                        | 1972           |
| Psathyrella praecox                                       | A.H. Sm.                                                                        | 1972           |
| Psathyrella praelonga                                     | A. Pearson                                                                      | 1951           |
| Psathyrella praetenuis                                    | A.H. Sm.                                                                        | 1972           |
| Psathyrella pratensis                                     | A.H. Sm.                                                                        | 1972           |
| Psathyrella prona (Kleine grasfranjehoed)                 | (Fr.) Gillet                                                                    | 1878           |
| Psathyrella proxima                                       | (Romagn.) Bon                                                                   | 1983           |
| Psathyrella pruinosa                                      | Rawla                                                                           | 1991           |
| Psathyrella pruinosipes                                   | A.H. Sm.                                                                        | 1972           |
| Psathyrella prunuliformis                                 | (Murrill) A.H. Sm.                                                              | 1972           |
| Psathyrella psammophila                                   | A.H. Sm.                                                                        | 1972           |
| Psathyrella pseudocasca                                   | (Romagn.) Kits van Wav.                                                         | 1982           |
| Psathyrella pseudocoronata                                | A.H. Sm.                                                                        | 1972           |
| Psathyrella pseudocorrugata                               | A.H. Sm.                                                                        | 1972           |
| Psathyrella pseudocorrugis (Roodsneefranjehoed)           | (Romagn.) Bon                                                                   | 1983           |
| Psathyrella pseudocotonea                                 | A.H. Sm.                                                                        | 1972           |
| Psathyrella pseudofoenisecii                              | A.H. Sm.                                                                        | 1972           |
| Psathyrella pseudofrustulenta                             | A.H. Sm.                                                                        | 1972           |
| Psathyrella pseudofulvescens                              | A.H. Sm.                                                                        | 1972           |
| Psathyrella pseudogordonii                                | Kits van Wav.                                                                   | 1985           |
| Psathyrella pseudogracilis (Dubbelgangerfranjehoed)       | (Romagn.) M.M. Moser                                                            | 1967           |
| Psathyrella pseudolactea                                  | A.H. Sm.                                                                        | 1972           |
| Psathyrella pseudolarga                                   | A.H. Sm.                                                                        | 1972           |
| Psathyrella pseudolimicola                                | A.H. Sm.                                                                        | 1972           |
| Psathyrella pseudolongipes                                | A.H. Sm.                                                                        | 1972           |
| Psathyrella pseudoparadoxa                                | V.L. Wells & A.H. Sm.                                                           | 1972           |
| Psathyrella pseudosenex                                   | A.H. Sm.                                                                        | 1972           |
| Psathyrella pseudotrepida                                 | A.H. Sm.                                                                        | 1972           |
| Psathyrella pseudovernalis                                | A.H. Sm.                                                                        | 1972           |
| Psathyrella psilocyboides                                 | A.H. Sm.                                                                        | 1972           |
| Psathyrella purpureobadia (Purperbruine franjehoed)       | Arnolds                                                                         | 2003           |
| Psathyrella pusilla                                       | Pegler                                                                          | 1977           |
| Psathyrella pygmaea (Dwergfranjehoed)                     | (Bull.) Singer                                                                  | 1951           |
| Psathyrella quercicola                                    | A.H. Sm.                                                                        | 1972           |
| Psathyrella radicellata                                   | Malençon ex Pacioni                                                             | 1988           |
| Psathyrella rainierensis                                  | A.H. Sm.                                                                        | 1972           |
| Psathyrella ramicola                                      | A.H. Sm.                                                                        | 1972           |
| Psathyrella rawlae                                        | Voto                                                                            | 2020           |
| Psathyrella renispora                                     | A.H. Sm.                                                                        | 1972           |
| Psathyrella reticulata (Gelobde franjehoed)               | (Romagn.) M.M. Moser ex Singer                                                  | 1969           |
| Psathyrella rhizophorae                                   | Singer                                                                          | 1973           |
| Psathyrella rhodospora                                    | M.G. Weaver & A.H. Sm.                                                          | 1972           |
| Psathyrella rhombispora (Ruitsporige franjehoed)          | P.-J. Keizer                                                                    | 1993           |
| Psathyrella ridicula (Roodbruine wortelfranjehoed)        | Kits van Wav.                                                                   | 1976           |
| Psathyrella rigidipes                                     | (Peck) A.H. Sm.                                                                 | 1972           |
| Psathyrella riparia                                       | A.H. Sm.                                                                        | 1972           |
| Psathyrella rogersiae                                     | Voto, Garbel. & Chiarello                                                       | 2019           |
| Psathyrella rogueiana                                     | A.H. Sm.                                                                        | 1972           |
| Psathyrella romagnesii (Halmfranjehoed)                   | Kits van Wav.                                                                   | 1972           |
| Psathyrella romellii                                      | Örstadius                                                                       | 2007           |
| Psathyrella romseyensis (Breedplaatfranjehoed)            | Kits van Wav.                                                                   | 1987           |
| Psathyrella rooseveltiana                                 | Murrill                                                                         | 1942           |
| Psathyrella roothaanensis                                 | A.H. Sm.                                                                        | 1972           |
| Psathyrella rostellata                                    | Örstadius                                                                       | 1986           |
| Psathyrella roystoniae                                    | (Earle) Singer                                                                  | 1951           |
| Psathyrella rubescens                                     | A.H. Sm.                                                                        | 1972           |
| Psathyrella rubicola                                      | A.H. Sm.                                                                        | 1950           |
| Psathyrella rubiginosa                                    | A.H. Sm.                                                                        | 1972           |
| Psathyrella ruderaria                                     | A.H. Sm.                                                                        | 1972           |
| Psathyrella rudericola                                    | A.H. Sm.                                                                        | 1946           |
| Psathyrella rufescens                                     | (Petch) Pegler                                                                  | 1986           |
| Psathyrella rufogrisea                                    | A.H. Sm.                                                                        | 1972           |
| Psathyrella rugocephala                                   | (G.F. Atk.) A.H. Sm.                                                            | 1972           |
| Psathyrella rugoproxima                                   | (C.S. Parker) A.H. Sm.                                                          | 1972           |
| Psathyrella rugoradiata                                   | Hesler & A.H. Sm.                                                               | 1972           |
| Psathyrella rugulosa                                      | A.H. Sm.                                                                        | 1972           |
| Psathyrella rybergii                                      | Örstadius & E. Larss.                                                           | 2015           |
| Psathyrella sabuletorum                                   | Örstadius & E. Larss.                                                           | 2015           |
| Psathyrella saccharinophila                               | (Peck) A.H. Sm.                                                                 | 1972           |
| Psathyrella sachaensis                                    | (Singer) Voto                                                                   | 2020           |
| Psathyrella salictaria                                    | A.H. Sm.                                                                        | 1972           |
| Psathyrella salina                                        | M. Broussal, G. Mir, J. Carbó & M.À. Pérez-De-Gregorio                          | 2018           |
| Psathyrella salmonescens                                  | A.H. Sm.                                                                        | 1972           |
| Psathyrella sanjuanensis                                  | (A.H. Sm.) Voto, Dovana & Garbel.                                               | 2019           |
| Psathyrella saponacea (Paardenmestfranjehoed)             | F.H. Møller                                                                     | 1945           |
| Psathyrella scanica                                       | Örstadius & E. Larss.                                                           | 2015           |
| Psathyrella scatophila                                    | Örstadius & E. Larss.                                                           | 2008           |
| Psathyrella scheppingensis (Pitrusfranjehoed)             | Arnolds                                                                         | 2003           |
| Psathyrella scobinacea                                    | (Fr.) Konrad & Maubl.                                                           | 1949           |
| Psathyrella scotospora                                    | (Romagn.) Bon                                                                   | 1983           |
| Psathyrella segregis                                      | Singer                                                                          | 1989           |
| Psathyrella seminuda                                      | A.H. Sm.                                                                        | 1972           |
| Psathyrella senex                                         | (Peck) A.H. Sm.                                                                 | 1972           |
| Psathyrella septentrionalis                               | A.H. Sm.                                                                        | 1972           |
| Psathyrella sepulcreti                                    | A.H. Sm.                                                                        | 1972           |
| Psathyrella sequoiae                                      | Thiers & A.H. Sm.                                                               | 1972           |
| Psathyrella seymourensis (Beemdfranjehoed)                | A.H. Sm.                                                                        | 1972           |
| Psathyrella sharonensis                                   | A.H. Sm.                                                                        | 1972           |
| Psathyrella siccophila                                    | Örstadius & E. Larss.                                                           | 2015           |
| Psathyrella similis                                       | (C.S. Parker) A.H. Sm.                                                          | 1941           |
| Psathyrella similissima                                   | A.H. Sm.                                                                        | 1972           |
| Psathyrella smithii                                       | Guzmán                                                                          | 1974           |
| Psathyrella solheimii                                     | McKnight & A.H. Sm.                                                             | 1972           |
| Psathyrella solitaria                                     | A.H. Sm.                                                                        | 1972           |
| Psathyrella spadiceogrisea (Vroege franjehoed)            | (Schaeff.) Maire                                                                | 1937           |
| Psathyrella sphaerocystis (Bepoederde mestfranjehoed)     | P.D. Orton                                                                      | 1964           |
| Psathyrella sphaerospora                                  | Sacc.                                                                           | 1917           |
| Psathyrella sphagnicola                                   | (Maire) J. Favre                                                                | 1937           |
| Psathyrella spintrigera (Vloksteelfranjehoed)             | (Fr.) Konrad & Maubl.                                                           | 1949           |
| Psathyrella spintrigeroides                               | P.D. Orton                                                                      | 1960           |
| Psathyrella squamosa                                      | (P. Karst.) A.H. Sm.                                                            | 1972           |
| Psathyrella squarrosa                                     | T. Bau & J.Q. Yan                                                               | 2021           |
| Psathyrella stellata (Platte franjehoed)                  | (Romagn.) Romagn.                                                               | 1983           |
| Psathyrella stellatifurfuracea                            | (S. Ito & S. Imai) S. Ito                                                       | 1959           |
| Psathyrella stelzeri                                      | Raithelh.                                                                       | 1974           |
| Psathyrella stercoraria (Kleine mestfranjehoed)           | Örstadius & E. Larss.                                                           | 2008           |
| Psathyrella stevensonii                                   | Murrill                                                                         | 1918           |
| Psathyrella stigmatospora                                 | Clémençon                                                                       | 1985           |
| Psathyrella storea                                        | (Fr.) Romagn. ex Bon                                                            | 1983           |
| Psathyrella striatoannulata                               | Heykoop, G. Moreno & M. Mata                                                    | 2017           |
| Psathyrella stridvalliorum                                | Örstadius & E. Larss.                                                           | 2015           |
| Psathyrella stuntzii                                      | A.H. Sm.                                                                        | 1972           |
| Psathyrella suavissima                                    | Ayer                                                                            | 1984           |
| Psathyrella subagraria                                    | (G.F. Atk.) A.H. Sm.                                                            | 1972           |
| Psathyrella subalpina                                     | A.H. Sm.                                                                        | 1950           |
| Psathyrella subannulata                                   | Raithelh.                                                                       | 1977           |
| Psathyrella subargillacea                                 | A.H. Sm.                                                                        | 1972           |
| Psathyrella subaustralis                                  | A.H. Sm.                                                                        | 1972           |
| Psathyrella subcacao                                      | (T. Bau & J.Q. Yan) Voto                                                        | 2022           |
| Psathyrella subcaerulea                                   | A.H. Sm.                                                                        | 1972           |
| Psathyrella subcaespitosa                                 | A.H. Sm.                                                                        | 1972           |
| Psathyrella subcernua                                     | (Schulzer) Singer                                                               | 1944           |
| Psathyrella subcinerascens                                | A.H. Sm.                                                                        | 1972           |
| Psathyrella subconocyboides                               | Singer                                                                          | 1978           |
| Psathyrella subcorticalis                                 | Speg.                                                                           | 1922           |
| Psathyrella subdebilis                                    | A.H. Sm.                                                                        | 1972           |
| Psathyrella subdisseminata                                | Speg.                                                                           | 1926           |
| Psathyrella subfasciculata                                | A.H. Sm.                                                                        | 1972           |
| Psathyrella subfilipes                                    | A.H. Sm.                                                                        | 1972           |
| Psathyrella subhepatica                                   | A.H. Sm.                                                                        | 1972           |
| Psathyrella subhyalinispora                               | A.H. Sm.                                                                        | 1972           |
| Psathyrella subincarnata                                  | A.H. Sm.                                                                        | 1972           |
| Psathyrella subincerta                                    | Z.S. Bi                                                                         | 1987           |
| Psathyrella sublanata                                     | A.H. Sm.                                                                        | 1972           |
| Psathyrella sublateritia                                  | A.H. Sm.                                                                        | 1972           |
| Psathyrella sublatispora                                  | Örstadius, S.-Å. Hanson & E. Larss.                                             | 2015           |
| Psathyrella sublongipes                                   | A.H. Sm.                                                                        | 1972           |
| Psathyrella sublongispora                                 | A.H. Sm.                                                                        | 1972           |
| Psathyrella subminutispora                                | (T. Bau & J.Q. Yan) Voto                                                        | 2022           |
| Psathyrella submontana                                    | A.H. Sm.                                                                        | 1972           |
| Psathyrella subnuda                                       | (P. Karst.) A.H. Sm.                                                            | 1941           |
| Psathyrella subochracea                                   | A.H. Sm.                                                                        | 1972           |
| Psathyrella subolivacea                                   | A.H. Sm.                                                                        | 1972           |
| Psathyrella subpalustris                                  | A.H. Sm.                                                                        | 1972           |
| Psathyrella subpannucioides                               | Courtec.                                                                        | 1985           |
| Psathyrella subpurpurea                                   | A.H. Sm.                                                                        | 1972           |
| Psathyrella subradicata                                   | A.H. Sm.                                                                        | 1972           |
| Psathyrella subrubella                                    | A.H. Sm.                                                                        | 1972           |
| Psathyrella subsericea                                    | A.H. Sm.                                                                        | 1972           |
| Psathyrella subsimilissima                                | A.H. Sm.                                                                        | 1972           |
| Psathyrella subspadiceogrisea                             | T. Bau & J.Q. Yan                                                               | 2017           |
| Psathyrella subsquamulosa                                 | A.H. Sm.                                                                        | 1972           |
| Psathyrella substrigosipes                                | A.H. Sm.                                                                        | 1972           |
| Psathyrella subtenacipes                                  | A.H. Sm.                                                                        | 1950           |
| Psathyrella subterrestris                                 | A.H. Sm.                                                                        | 1972           |
| Psathyrella subtruncatispora                              | A.H. Sm.                                                                        | 1972           |
| Psathyrella subumbrina                                    | Kits van Wav. & Örstadius                                                       | 1986           |
| Psathyrella subvinacea                                    | A.H. Sm.                                                                        | 1972           |
| Psathyrella subvolvata                                    | A.H. Sm. & Hesler                                                               | 1946           |
| Psathyrella sumstinei                                     | A.H. Sm.                                                                        | 1972           |
| Psathyrella superiorensis                                 | A.H. Sm.                                                                        | 1972           |
| Psathyrella tahomensis                                    | A.H. Sm.                                                                        | 1972           |
| Psathyrella tahquamenonensis                              | A.H. Sm.                                                                        | 1972           |
| Psathyrella tenacipes                                     | A.H. Sm.                                                                        | 1972           |
| Psathyrella tenera                                        | Peck                                                                            | 1894           |
| Psathyrella tenuicula                                     | (P. Karst.) Örstadius & Huhtinen                                                | 1996           |
| Psathyrella tenuis                                        | (Murrill) A.H. Sm.                                                              | 1972           |
| Psathyrella tenuivelata                                   | A.H. Sm.                                                                        | 1972           |
| Psathyrella tepeitensis                                   | (Murrill) A.H. Sm.                                                              | 1972           |
| Psathyrella tephrophylla (Conische franjehoed)            | (Romagn.) Bon                                                                   | 1983           |
| Psathyrella terrestris                                    | Natarajan                                                                       | 1979           |
| Psathyrella texensis                                      | A.H. Sm.                                                                        | 1972           |
| Psathyrella thiersii                                      | A.H. Sm.                                                                        | 1972           |
| Psathyrella thomii                                        | A.H. Sm.                                                                        | 1972           |
| Psathyrella thujina                                       | A.H. Sm.                                                                        | 1972           |
| Psathyrella tierramayorae                                 | Voto                                                                            | 2020           |
| Psathyrella tilcariensis                                  | Singer                                                                          | 1969           |
| Psathyrella tintinnabula                                  | J.Q. Yan                                                                        | 2019           |
| Psathyrella torpens                                       | (Fr.) Konrad & Maubl.                                                           | 1949           |
| Psathyrella trechispora                                   | (Petch) Pegler                                                                  | 1986           |
| Psathyrella trepida                                       | (Fr.) Gillet                                                                    | 1878           |
| Psathyrella trigonospora                                  | Dennis                                                                          | 1970           |
| Psathyrella tristezae                                     | Raithelh.                                                                       | 1990           |
| Psathyrella tristis                                       | Singer                                                                          | 1969           |
| Psathyrella truncatispora                                 | (Murrill) A.H. Sm.                                                              | 1972           |
| Psathyrella truncatisporoides                             | T. Bau & J.Q. Yan                                                               | 2021           |
| Psathyrella tsugae                                        | A.H. Sm.                                                                        | 1972           |
| Psathyrella tubarioides                                   | A.H. Sm.                                                                        | 1972           |
| Psathyrella tumagainensis                                 | V.L. Wells & Kempton                                                            | 1972           |
| Psathyrella turcosomarginata                              | Hoashi                                                                          | 2008           |
| Psathyrella twickelensis (Rossige franjehoed)             | Kits van Wav.                                                                   | 1987           |
| Psathyrella uliginicola                                   | McKnight & A.H. Sm.                                                             | 1972           |
| Psathyrella umbonata                                      | (Peck) A.H. Sm.                                                                 | 1972           |
| Psathyrella umbrina (Kleine puntcelfranjehoed)            | Kits van Wav.                                                                   | 1982           |
| Psathyrella umbrinescens                                  | A.H. Sm.                                                                        | 1972           |
| Psathyrella umbrosa                                       | A.H. Sm.                                                                        | 1972           |
| Psathyrella undulatipes                                   | A.H. Sm.                                                                        | 1972           |
| Psathyrella usambarensis                                  | Pegler                                                                          | 1977           |
| Psathyrella uskensis                                      | A.H. Sm.                                                                        | 1972           |
| Psathyrella utahensis                                     | McKnight & A.H. Sm.                                                             | 1972           |
| Psathyrella utriformicystis                               | Seok & Yang S. Kim                                                              | 2010           |
| Psathyrella variabilissima                                | A.H. Sm.                                                                        | 1972           |
| Psathyrella variata (Donsrandfranjehoed)                  | A.H. Sm.                                                                        | 1972           |
| Psathyrella varicosa                                      | A. Pearson                                                                      | 1951           |
| Psathyrella varzeae                                       | Singer                                                                          | 1989           |
| Psathyrella velatipes                                     | A.H. Sm.                                                                        | 1972           |
| Psathyrella velibrunnescens                               | A.H. Sm.                                                                        | 1972           |
| Psathyrella verna                                         | A.H. Sm.                                                                        | 1972           |
| Psathyrella vernalis                                      | Velen.                                                                          | 1947           |
| Psathyrella vesiculocystis                                | A.H. Sm.                                                                        | 1972           |
| Psathyrella vesiculosa                                    | (A.H. Sm.) Voto, Dovana & Garbel.                                               | 2019           |
| Psathyrella vesterholtii                                  | Örstadius & E. Larss.                                                           | 2015           |
| Psathyrella vestita (Witte franjehoed)                    | (Peck) A.H. Sm.                                                                 | 1941           |
| Psathyrella vialis                                        | A.H. Sm.                                                                        | 1972           |
| Psathyrella victorii                                      | A.H. Sm.                                                                        | 1972           |
| Psathyrella viloriana                                     | Dennis                                                                          | 1961           |
| Psathyrella vinescens                                     | A.H. Sm.                                                                        | 1972           |
| Psathyrella vinosofulva (Wijnrode franjehoed)             | P.D. Orton                                                                      | 1960           |
| Psathyrella violaceopallens                               | Contu                                                                           | 1994           |
| Psathyrella vulgaris                                      | A.H. Sm.                                                                        | 1972           |
| Psathyrella vyrnwyensis                                   | Kits van Wav.                                                                   | 1987           |
| Psathyrella waltersii                                     | A.H. Sm.                                                                        | 1972           |
| Psathyrella wapinitaensis                                 | Kempton & A.H. Sm.                                                              | 1972           |
| Psathyrella warrenensis                                   | A.H. Sm.                                                                        | 1972           |
| Psathyrella wavereniana                                   | M. Marchetti                                                                    | 1993           |
| Psathyrella waverenii (Dwergmestfranjehoed)               | Arnolds                                                                         | 1982           |
| Psathyrella wilsonensis                                   | A.H. Sm.                                                                        | 1972           |
| Psathyrella yaoundeana                                    | Mossebo & Pegler                                                                | 1998           |